# Кешел Блю (сыр)
Кешел Блю (англ. Cashel Blue) — сыр с голубой плесенью, который производится в графстве Южный Типперэри на территории Ирландии. Его изготавливают с использованием молока британской фризской породы (анг. Frisonas Britanicas) коров. Молоко перед использованием проходит процесс пастеризации.

## История
Производство сыра было начато в 1984 году семьей Граб (англ. Grubb). Своим названием сыр обязан скале Кешел, которая располагается вблизи долины Типперари. Создатели нового рецепта сыра хотели приготовить продукт, подобный сыру Датский Голубой (англ. Danish Blue), однако в итоге был приготовлен совсем иной тип сыра Кешел Блю. Сейчас производством сыра занимается та же семья на своей ферме, площадь которой составляет 200 акров.

## Описание
У сыра нежный вкус и приятная сливочная консистенция. Созревание занимает от 9 до 35 недель. Сырный блок весит полтора килограмма. Сыр мягкий, текстура — нежная, с голубыми прожилками небольшого размера. Из-за прожилок плесени сыр Кешел Блю принимает голубоватый цвет, а в его вкусе ощущается присутствие плесени. Сыр подают со сладкими ягодами, кусочками груши, с виски или белым сухим вином.